# Rajd Wisły 2015
61 Rajd Wisły  – 61. edycja Rajdu Wisły. Był to rajd samochodowy rozgrywany od 4 do 6 września 2015 roku. Bazą rajdu była miejscowość Istebna. Był to piąta runda Rajdowych Samochodowych Mistrzostw Polski w roku 2015.

## Zwycięzcy odcinków specjalnych
| Dzień      | Numer odcinka | Nazwa odcinka | Długość  | Zwycięzca odcinka                  | Nr Sam. | Samochód          | Czas     | Lider rajdu                        |
| ---------- | ------------- | ------------- | -------- | ---------------------------------- | ------- | ----------------- | -------- | ---------------------------------- |
| 4 września | OS1           | Koniaków 1    | 7,41 km  | Bryan Bouffier Thibault De La Haye | 1       | Ford Fiesta Proto | 04:22.70 | Bryan Bouffier Thibault De La Haye |
| 4 września | OS2           | Kiczora 1     | 15.33 km | Łukasz Habaj Piotr Woś             | 2       | Ford Fiesta R5    | 09:05.00 | Łukasz Habaj Piotr Woś             |
| 4 września | OS3           | Koniaków 2    | 7,41 km  | Bryan Bouffier Thibault De La Haye | 1       | Ford Fiesta Proto | 04:19.00 | Bryan Bouffier Thibault De La Haye |
| 4 września | OS4           | Kiczora 2     | 15.33 km | Bryan Bouffier Thibault De La Haye | 1       | Ford Fiesta Proto | 08:59.70 | Bryan Bouffier Thibault De La Haye |
| 5 września | OS5           | Kubalonka 1   | 8.51 km  | Łukasz Habaj Piotr Woś             | 2       | Ford Fiesta R5    | 04:38.00 | Łukasz Habaj Piotr Woś             |
| 5 września | OS6           | Bzie 1        | 18.93 km | Bryan Bouffier Thibault De La Haye | 1       | Ford Fiesta Proto | 10:33.20 | Bryan Bouffier Thibault De La Haye |
| 5 września | OS7           | Cisownica 1   | 11.13 km | Łukasz Habaj Piotr Woś             | 2       | Ford Fiesta R5    | 06:45.10 | Bryan Bouffier Thibault De La Haye |
| 5 września | OS8           | Kubalonka 2   | 8.51 km  | Łukasz Habaj Piotr Woś             | 2       | Ford Fiesta R5    | 04:35.60 | Bryan Bouffier Thibault De La Haye |
| 5 września | OS9           | Bzie 2        | 18.93 km | Bryan Bouffier Thibault De La Haye | 1       | Ford Fiesta Proto | 10:26.80 | Bryan Bouffier Thibault De La Haye |
| 5 września | OS10          | Cisownica 2   | 11.13 km | Łukasz Habaj Piotr Woś             | 2       | Ford Fiesta R5    | 06:41.80 | Bryan Bouffier Thibault De La Haye |
| 5 września | OS11          | Power Stage   | 3.80 km  | Grzegorz Grzyb Robert Hundla       | 2       | Ford Fiesta R5    | 01:58.70 | Bryan Bouffier Thibault De La Haye |

### Power Stage - OS11[2]
| Miejsce | Kierowca       | Pilot               | Czas   | Strata | Punkty |
| ------- | -------------- | ------------------- | ------ | ------ | ------ |
| 1       | Grzegorz Grzyb | Robert Hundla       | 1:58,7 | -      | 3      |
| 2       | Tomasz Kuchar  | Daniel Dymurski     | 2:00,6 | +1,9   | 2      |
| 3       | Bryan Bouffier | Thibault De La Haye | 2:01,2 | +2,5   | 1      |

## Wyniki końcowe rajdu[3]
| Miejsce | Kierowca          | Pilot                 | Samochód          | Czas      | Strata  | Grupa Klasa | Punkty |
| ------- | ----------------- | --------------------- | ----------------- | --------- | ------- | ----------- | ------ |
| 1       | Bryan Bouffier    | Thibault De La Haye   | Ford Fiesta Proto | 1:12:35,0 | -       | Open N      | 25 + 1 |
| 2       | Łukasz Habaj      | Piotr Woś             | Ford Fiesta R5    | 1:12:48,8 | +13,8   | 2           | 18     |
| 3       | Tomasz Kuchar     | Daniel Dymurski       | Ford Fiesta R5    | 1:13:50,4 | +1:15,4 | 2           | 15 + 2 |
| 4       | Jakub Brzeziński  | Bartłomiej Boba       | Ford Fiesta R5    | 1:14:08,3 | +1:33,3 | 2           | 12     |
| 5       | Grzegorz Grzyb    | Robert Hundla         | Ford Fiesta R5    | 1:14:16,1 | +1:41,1 | 2           | 10 + 3 |
| 6       | Tomasz Kasperczyk | Damian Syty           | Ford Fiesta R5    | 1:15:11,0 | +2:51,8 | 2           | 8      |
| 7       | Jarosław Szeja    | Marcin Szeja          | Subaru Impreza    | 1:16:40,8 | +4:05,8 | Open N      | 6      |
| 8       | Zbigniew Gabryś   | Artur Natkaniec       | Ford Fiesta R5    | 1:16:48,0 | +4:13,0 | 2           | 4      |
| 9       | Dariusz Poloński  | Grzegorz Dobosz       | Peugeot 208 VTI   | 1:18:21,4 | +5:46,4 | 4           | 2      |
| 10      | Wojciech Chuchała | Sebastian Rozwadowski | Ford Fiesta R2    | 1:18:57,6 | +6:22,6 | 4           | 1      |